# Gérard Ehlers
Gérard Ehlers, né le 29 mars 1930 à Saint-Pol-sur-Mer (Nord) et mort le 23 novembre 2006 à Ghyvelde (Nord) est un homme politique français.

## Détail des fonctions et des mandats
Mandat parlementaire
- 22 septembre 1974 - 2 avril 1985 : Sénateur du Nord

Mandat locaux
13 mars 1983 - 19 mars 1989 : Conseiller municipal de Dunkerque,
16 mars 1986 - novembre 1987 : Vice-président du Conseil régional Nord-Pas-de-Calais.